# Weronika Wedler

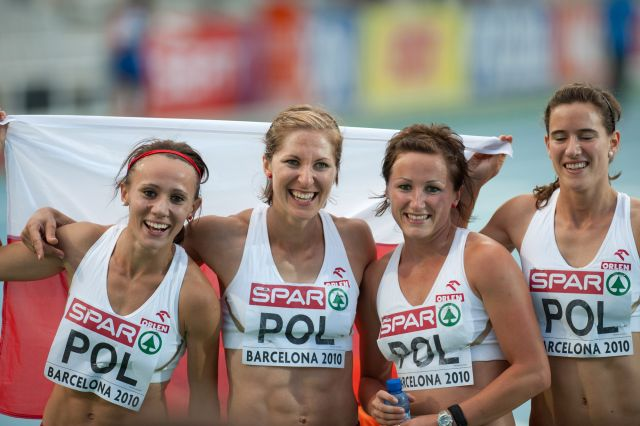
Weronika Wedler (pierwsza z prawej) wraz z koleżankami z reprezentacyjnej sztafety podczas mistrzostw Europy w Barcelonie (2010)

Weronika Wedler (ur. 17 lipca 1989) – polska lekkoatletka specjalizująca się w biegach sprinterskich.
Zawodniczka klubu MKS-MOS Wrocław jest dwukrotną mistrzynią Polski seniorek. Zdobywczyni, w rywalizacji sztafet, dwóch medali międzynarodowych zawodów w kategorii juniorów i młodzieżowców jest brązową medalistką mistrzostw Europy oraz rekordzistką Polski w biegu sztafetowym 4 × 100 metrów. 

## Kariera
W 2007 roku zdobyła brązowy medal mistrzostw Europy juniorów w sztafecie 4 × 100 metrów (wraz z Wedler w składzie znalazły się Martyna Książek, Marika Popowicz oraz Agnieszka Ceglarek). Podczas tych samych zawodów odpadła w eliminacjach biegu na 100 metrów. Startowała na mistrzostwach świata juniorów w Bydgoszczy (2008) nie odnosząc znaczących sukcesów. Podczas młodzieżowych mistrzostw Europy była w składzie sztafety 4 × 100 metrów, która zdobyła srebrny medal (podczas tych zawodów Wedler była także szósta w biegu na 200 metrów). Startowała w superlidze drużynowych mistrzostw Europy w Bergen (2010). Na mistrzostwach Europy wraz z Darią Korczyńską, Martą Jeschke i Mariką Popowicz zdobyła brązowy medal w biegu rozstawnym 4 × 100 metrów poprawiając 25-letni rekord Polski. 
Ma w dorobku dwa złote medale z mistrzostw Polski seniorów (wygrała biegi na 100 i 200 metrów podczas mistrzostw w roku 2010). Stawała na podium mistrzostw kraju w kategorii juniorów oraz mistrzostw Polski Akademickiego Związku Sportowego
W 2010 odznaczona Brązowym Krzyżem Zasługi.

## Osiągnięcia
| Rok  | Impreza                                 | Miejsce   | Konkurencja        | Lokata     | Wynik |
| ---- | --------------------------------------- | --------- | ------------------ | ---------- | ----- |
| 2007 | Mistrzostwa Europy juniorów             | Hengelo   | bieg na 100 m      | eliminacje | 12,07 |
| 2007 | Mistrzostwa Europy juniorów             | Hengelo   | sztafeta 4 × 100 m | 3. miejsce | 45,32 |
| 2008 | Mistrzostwa świata juniorów             | Bydgoszcz | bieg na 100 m      | eliminacje | 12,02 |
| 2008 | Mistrzostwa świata juniorów             | Bydgoszcz | bieg na 200 m      | półfinał   | 24,17 |
| 2008 | Mistrzostwa świata juniorów             | Bydgoszcz | sztafeta 4 × 100 m | eliminacje | 44,73 |
| 2009 | Młodzieżowe mistrzostwa Europy          | Kowno     | bieg na 100 m      | półfinał   | 11,82 |
| 2009 | Młodzieżowe mistrzostwa Europy          | Kowno     | bieg na 200 m      | 6. miejsce | 23,66 |
| 2009 | Młodzieżowe mistrzostwa Europy          | Kowno     | sztafeta 4 × 100 m | 2. miejsce | 43,90 |
| 2010 | Superliga drużynowych mistrzostw Europy | Bergen    | bieg na 200 m      | 6. miejsce | 23,47 |
| 2010 | Superliga drużynowych mistrzostw Europy | Bergen    | sztafeta 4 × 100 m | 5. miejsce | 43,97 |
| 2010 | Mistrzostwa Europy                      | Barcelona | bieg na 200 m      | półfinał   | 23,30 |
| 2010 | Mistrzostwa Europy                      | Barcelona | sztafeta 4 × 100 m | 3. miejsce | 42,68 |
| 2013 | Superliga drużynowych mistrzostw Europy | Gateshead | sztafeta 4 × 100 m | 6. miejsce | 43,85 |
| 2013 | Uniwersjada                             | Kazań     | bieg na 100 m      | półfinał   | 11,81 |
| 2013 | Mistrzostwa świata                      | Moskwa    | sztafeta 4 × 100 m | eliminacje | 43,18 |
| 2013 | Mistrzostwa Europy wojskowych           | Warendorf | sztafeta 4 x 100 m | 2. miejsce | 44,81 |
| 2015 | Mistrzostwa świata                      | Pekin     | sztafeta 4 × 100 m | eliminacje | 43,20 |
| 2015 | Światowe wojskowe igrzyska sportowe     | Mungyeong | bieg na 100 m      | 5. miejsce | 11,63 |

## Rekordy życiowe
| Konkurencja               | Rezultat | Data            | Miejsce   |
| ------------------------- | -------- | --------------- | --------- |
| bieg na 100 metrów        | 11,35    | 11 czerwca 2011 | Sosnowiec |
| bieg na 200 metrów        | 23,21    | 6 czerwca 2010  | Bydgoszcz |
| bieg na 300 metrów        | 38,19    | 1 maja 2010     | Wrocław   |
| bieg na 60 metrów (hala)  | 7,38     | 20 lutego 2010  | Spała     |
| bieg na 60 metrów (hala)  | 7,38     | 2 lutego 2014   | Spała     |
| bieg na 200 metrów (hala) | 23,63    | 28 lutego 2010  | Spała     |
| bieg na 300 metrów (hala) | 43,39    | 6 stycznia 2007 | Chociebuż |